# مهرداد ملکزاده
مهرداد ملکزاده (زادۀ ۱۴ اردیبهشت ۱۳۴۸ در تهران) باستان‌شناس، نویسنده، پژوهشگر و منتقد کتاب است. از فعالیت‌های او کشف چندین محوطهٔ باستانی در دشت کاشان است. او همچنین نظراتی در باب پان‌عربیسم و پان‌ترکیسم دارد. ملکزاده، مدیر گروه پژوهشی دوران تاریخی پژوهشکدهٔ باستان‌شناسی (ICAR)، عضو و دبیر «گروه تخصصی واژه‌گزینی باستان‌شناسی فرهنگستان زبان و ادب فارسی» است. او عضو و بازرس «انجمن علمی باستان‌شناسی ایران» (SOIA)  و عضو (مستعفی) هیئت مدیره و سخنگوی «جامعهٔ باستان‌شناسی ایران» (SIA)است. وی عضو کارگروه باستان‌شناسی در ادارهٔ دورکاری میراث فرهنگی در فاصلهٔ سال‌های ۱۳۸۸ تا ۱۳۹۱ بود و همچنین عضو گروه مشاوران مجلهٔ باستان‌شناسی و تاریخ (مرکز نشر دانشگاهی) است. او هم‌اینک به عنوان مدیر گروه باستان‌شناسی در حال همکاری با طرح بزرگ تدوین تاریخ فلسفهٔ انجمن بین‌المللی تاریخ فلسفه‌است.

## زندگی و تحصیلات
ملکزاده در سال ۱۳۴۸ در خانواده‌ای اصالتاً ترک‌زبان (از مهاجران باکو) در تهران به دنیا آمد. وی پس از طی مراحل تحصیلی، کاردانی باستان‌شناسی، کارشناسی موزه‌داری و کارشناسی ارشد باستان‌شناسی، دکترای خود را در باستان‌شناسی دوران تاریخی ایران از دانشگاه تربیت مدرس گرفت. مطالعات باستان‌شناختی و تاریخی ملکزاده عمدتاً معطوف به پژوهش و کاوش در محوطه‌های عصر آهن ۳ یا «دورهٔ ماد» است؛ او تاکنون بیش از ۵۰ مقالهٔ تخصصی در این زمینه نگاشته‌است و به باستان‌شناسی و تاریخ هزارهٔ یکم پیش از میلاد ایران علاقه دارد.

## سوابق اجرایی
- کارشناس رسمی گروه پژوهشی اشياء و اموال تاريخى و فرهنگى، پژوهشكدۀ باستان‏شناسى در سازمان میراث فرهنگی، صنایع دستی و گردشگری، ۱۳۸۵-۱۳۷۳.
- ويراستار گروه علوم انسانى و مجلۀ باستان‏شناسى و تاريخ در مرکز نشر دانشگاهی، ۱۳۸۲-۱۳۷۳.
- نمايندۀ حوزۀ معاونت پژوهشى سازمان میراث فرهنگی، صنایع دستی و گردشگری کشور در مرکز اسناد و مدارک پژوهشى، ستاد راهبردها و رويكردهاى ساماندهى فرهنگى وزارت علوم، ۷۹-۱۳۷۷.
- عضو عضو گروه مؤلفان طرح تدوين تاريخ جامع ایران در مرکز دائرةالمعارف بزرگ اسلامی، ۱۳۹۳-۱۳۸۰.
- کارگروه تخصصی واژه‏‌گزينى باستان‏شناسى فرهنگستان زبان و ادب فارسی، ۱۳۸۱ تاکنون.
- دبیر کارگروه تخصصی واژه‏‌گزينى باستان‏شناسى فرهنگستان زبان و ادب فارسی، ۱۳۸۸ تاکنون.
- مدیر گروه پژوهشی دوران تاریخی پژوهشکدۀ باستان‏شناسى سازمان میراث فرهنگی، صنایع دستی و گردشگری]، ۱۳۹۲-۱۳۹۰.
- دبیر گروه پژوهش‌های باستان‏شناسىِ دانشنامۀ تاریخ ایران، ۱۳۹۳-۱۳۹۰.
- نمایندۀ فرهنگستان زبان و ادب فارسی در کارگروه ملی میراث فرهنگی ناملموس، از سال ۱۳۹۲ تاکنون.
- عضو شورای پژوهشی پژوهشکدۀ باستان‏شناسى سازمان میراث فرهنگی، صنایع دستی و گردشگری، از سال ۱۳۹۵ تاکنون.

## کتابشناسی

### کتب تألیفی
- ۵۸۵ ق‌م؛ از مجموعۀ تک‌نگاشتهای مادپژوهی، تهران: انتشارات پژوهشگاه میراث فرهنگی و گردشگری (پژوهشکدۀ باستان‌شناسی) با همکاری انتشارات پردیس دانش، ۱۳۹۶.
- تواریخ، کتاب یکم، بند ۱۱۴: بازگفتی یونانی از یک داستان کهن ایرانی، از مجموعۀ تک‌نگاشتهای مادپژوهی، تهران: انتشارات پژوهشگاه میراث فرهنگی و گردشگری (پژوهشکدۀ باستان‌شناسی) با همکاری انتشارات پردیس دانش، مؤسسۀ باستان‌نگار ایرانیان و سرمایه‌گذاری آرکئوفشن، ۱۳۹۹.

### مقالات
از میان نوشته‌های او می‌توان به مقالات زیر اشاره کرد:
- «اَندیه: شاهک‌نشینی در سرزمین ماد بزرگ و شاهکارهای هنری مارلیک» (۱۳۷۳)
- «شاهک‌نشین اَبدَدانَ در ماد غربی» (۱۳۷۴)
- «یک مأخذ سریانی در تاریخ ماد» (۱۳۷۵)
- «یادداشتهای مادی: جایگاه مادها در تاریخ ایران» (۱۳۷۶)
- «مادهای ایرانی‌زبان و مادهای اَنیرانی‌زبان» (۱۳۷۶)
- «سرزمین پریان در خاک مادستان» (۱۳۸۱)
- «پایان نبرد پنج سالهٔ ماد و لودیه و خورشیدگرفتگی ۵۸۵ ق‌م» (۱۳۸۱)
- «تیغ مادی در نیام جنگاوران سیلک» (۱۳۸۱)
- «دژهای مادی و سپاهیان آشوری» (۱۳۸۲)